# Bob Luman
Luman Bob (Robert), était un chanteur de rockabilly et country américain, né à Nacogdoches, Texas, le 15 avril 1937, mort à Nashville, Tennessee, le 27 décembre 1978.

## Carrière
Robert Glynn "Bob" Luman est né au Texas en 1937. Son père, qui joue du fiddle, de l'harmonica et de la guitare, a tôt fait de l'initier à la musique. 
En 1955, il monte un groupe et rencontre alors Mac Curtis. Les deux chanteurs enregistrent pour Jim Shell, Mac Curtis prêtant son orchestre à Bob Luman en gravant six titres, réédités au début des seventies par Ron Weisser.
Il rejoint l'armée en 1960, il y reste jusqu'en 1962. Il déménage à Nashville et se marie en 1964 avec Barbara dans le Comté de Yuma (Colorado). Il rejoint le groupe Grand Ole Opry en 1965.
Il décède en 1978 à Nashville d'une pneumonie. Il est membre de la Country Music Hall of Fame.

## Discographie
| Année | Album                                    | Position aux US | Label        |
| ----- | ---------------------------------------- | --------------- | ------------ |
| 1960  | Let's Think About Living                 |                 | Warner Bros. |
| 1965  | Livin' Lovin' Sounds                     |                 | Hickory      |
| 1968  | Ain't Got Time to Be Unhappy             |                 | Epic         |
| 1969  | Come On Home and Sing the Blues to Daddy |                 | Epic         |
| 1970  | Gettin' Back to Norma                    |                 | Epic         |
| 1971  | Is It Any Wonder That I Love You         |                 | Epic         |
| 1971  | Chain Don't Take to Me                   |                 | Epic         |
| 1972  | When You Say Love                        | 38              | Epic         |
| 1972  | Lonely Women Make Good Lovers            | 10              | Epic         |
| 1973  | Neither One of Us                        | 26              | Epic         |
| 1974  | Bob Luman's Greatest Hits                | 26              | Epic         |
| 1974  | Still Loving You                         | 42              | Hickory/MGM  |
| 1974  | Red Cadillac and Black Moustache         |                 | Epic         |
| 1976  | A Satisfied Mind                         |                 | Epic         |
| 1977  | Alive and Well                           |                 | Epic         |
| 1978  | Bob Luman                                | 49              | Polydor      |

### Singles
| Année | Single                                                     | Position   | Position | Position    | Position | Album                                    |
| Année | Single                                                     | US Country | US       | CAN Country | AUS      | Album                                    |
| ----- | ---------------------------------------------------------- | ---------- | -------- | ----------- | -------- | ---------------------------------------- |
| 1959  | "My Baby Walks Over Me"                                    | —          | —        | —           | —        | NC                                       |
| 1959  | "Dreamy Doll"                                              | —          | —        | —           | —        | Let's Think About Livin'                 |
| 1960  | "Let's Think About Living"                                 | 9          | 7        | —           | 3        | Let's Think About Livin'                 |
| 1960  | "Why Why Bye Bye"                                          | —          | 106      | —           | 43       | Let's Think About Livin'                 |
| 1960  | "Oh Lonesome Me"                                           | —          | 105      | —           | —        | Let's Think About Livin'                 |
| 1961  | "Great Snowman/Pig Latin Song"                             | —          | —        | —           | 62       | NC                                       |
| 1961  | "Private Eye"                                              | —          | —        | —           | 58       | NC                                       |
| 1962  | "Rocks of Reno"                                            | —          | —        | —           | —        | NC                                       |
| 1962  | "Belonging to You"                                         | —          | —        | —           | —        | NC                                       |
| 1962  | "Hey Joe"                                                  | —          | —        | —           | —        | NC                                       |
| 1962  | "You're Everything"                                        | —          | —        | —           | —        | NC                                       |
| 1963  | "You're Welcome"                                           | —          | —        | —           | —        | NC                                       |
| 1963  | "I'm Gonna Write You a Song"                               | —          | —        | —           | —        | NC                                       |
| 1963  | "I Like Your Kind of Love" (with Sue Thompson)             | —          | —        | —           | 26       | NC                                       |
| 1964  | "The File"                                                 | 24         | —        | —           | —        | Livin' Lovin' Sounds                     |
| 1964  | "Lonely Room"                                              | —          | —        | —           | —        | NC                                       |
| 1964  | "Fire Engine Red"                                          | —          | —        | —           | —        | NC                                       |
| 1966  | "Five Miles from Home (Soon I'll See Mary)"                | 39         | —        | —           | —        | NC                                       |
| 1966  | "Poor Boy Blues"                                           | 39         | —        | —           | —        | NC                                       |
| 1966  | "Come On and Sing"                                         | 42         | —        | —           | —        | NC                                       |
| 1967  | "Hardly Anymore"                                           | 59         | —        | —           | —        | NC                                       |
| 1967  | "If You Don't Love Me (Then Why Don't You Leave Me Alone)" | 61         | —        | —           | —        | NC                                       |
| 1967  | "Running Scared"                                           | —          | —        | —           | —        | NC                                       |
| 1968  | "Ain't Got Time to Be Unhappy"                             | 19         | —        | 6           | —        | Ain't Got Time to Be Unhappy             |
| 1968  | "I Like Trains"                                            | 50         | —        | —           | —        | Come On Home and Sing the Blues to Daddy |
| 1968  | "Woman Without Love"                                       | —          | —        | —           | —        | Come On Home and Sing the Blues to Daddy |
| 1969  | "Come On Home and Sing the Blues to Daddy"                 | 24         | —        | —           | —        | Come On Home and Sing the Blues to Daddy |
| 1969  | "It's All Over (But the Shouting)"                         | 65         | —        | —           | —        | NC                                       |
| 1969  | "Every Day I Have to Cry Some"                             | 23         | —        | —           | —        | Gettin' Back to Norma                    |
| 1969  | "The Gun"                                                  | 60         | —        | 28          | —        | Gettin' Back to Norma                    |
| 1970  | "Gettin' Back to Norma"                                    | 56         | —        | —           | —        | Gettin' Back to Norma                    |
| 1970  | "Still Loving You"                                         | 56         | —        | —           | —        | NC                                       |
| 1970  | "Honky Tonk Man"                                           | 22         | —        | —           | —        | Is It Any Wonder That I Love You         |
| 1970  | "What About the Hurt"                                      | 44         | —        | 37          | —        | Is It Any Wonder That I Love You         |
| 1971  | "Is It Any Wonder That I Love You"                         | 60         | —        | —           | —        | Is It Any Wonder That I Love You         |
| 1971  | "I Got a Woman"                                            | 40         | —        | 43          | —        | Chain Don't Take to Me                   |
| 1971  | "A Chain Don't Take to Me"                                 | 30         | —        | —           | —        | Chain Don't Take to Me                   |
| 1972  | "When You Say Love"                                        | 6          | —        | 10          | —        | When You Say Love                        |
| 1972  | "It Takes You"                                             | 21         | —        | 34          | —        | Lonely Women Make Good Lovers            |
| 1972  | "Lonely Women Make Good Lovers"                            | 4          | —        | 4           | —        | Lonely Women Make Good Lovers            |
| 1973  | "Neither One of Us"                                        | 7          | —        | 17          | —        | Neither One of Us                        |
| 1973  | "A Good Love Is Like a Good Song"                          | 23         | —        | 43          | —        | Neither One of Us                        |
| 1973  | "Still Loving You" (re-recording)                          | 7          | —        | 29          | —        | Bob Luman's Greatest Hits                |
| 1974  | "Just Enough to Make Me Stay"                              | 23         | —        | —           | —        | Bob Luman's Greatest Hits                |
| 1974  | "Let Me Make the Bright Lights Shine for You"              | 25         | —        | —           | —        | Red Cadillac and Black Moustache         |
| 1975  | "Proud of You Baby"                                        | 22         | —        | 38          | —        | A Satisfied Mind                         |
| 1975  | "Shame on Me"                                              | 48         | —        | —           | —        | A Satisfied Mind                         |
| 1976  | "A Satisfied Mind"                                         | 41         | —        | —           | —        | A Satisfied Mind                         |
| 1976  | "The Man from Bowling Green"                               | 82         | —        | —           | —        | A Satisfied Mind                         |
| 1976  | "How Do You Start Over"                                    | 89         | —        | —           | —        | A Satisfied Mind                         |
| 1976  | "Labor of Love"                                            | 94         | —        | —           | —        | Alive and Well                           |
| 1977  | "He's Got a Way with Women"                                | 63         | —        | —           | —        | Alive and Well                           |
| 1977  | "I'm a Honky-Tonk Woman's Man"                             | 33         | —        | —           | —        | Bob Luman                                |
| 1977  | "The Pay Phone"                                            | 13         | —        | —           | —        | Bob Luman                                |
| 1977  | "A Christmas Tribute"                                      | 92         | —        | —           | —        | NC                                       |
| 1978  | "Proud Lady"                                               | 47         | —        | —           | —        | Bob Luman                                |